# Strade Bianche 2015
De 9e editie van de wielerwedstrijd Strade Bianche werd gehouden op 7 maart 2015. De start was in San Gimignano, de finish in Siena. De wedstrijd maakte deel uit van de UCI Europe Tour 2015, in de categorie 1.HC. In 2014 won de Pool Michał Kwiatkowski. Deze editie werd gewonnen door de Tsjech Zdeněk Štybar.

## Deelnemende ploegen
| WorldTour           | WorldTour        | ProContinentaal    | Nationaal |
| ------------------- | ---------------- | ------------------ | --------- |
| Lampre-Merida       | AG2R La Mondiale | Androni Giocattoli | Italië    |
| Astana              | BMC Racing Team  | Bardiani CSF       |           |
| Cannondale-Garmin   | Etixx-Quick Step | Nippo-Vini Fantini |           |
| Katjoesja           | LottoNL-Jumbo    | Southeast          |           |
| Movistar            | Orica-GreenEdge  | Novo Nordisk       |           |
| Team Sky            | Tinkoff-Saxo     | RusVelo            |           |
| Trek Factory Racing |                  |                    |           |

## Uitslag
| Strade Bianche 2015 |                    |                     |          |
| Plaats              | Naam               | Ploeg               | Tijd     |
| Winnaar             | Zdeněk Štybar      | Etixx-Quick Step    | 5u22'13" |
| 2                   | Greg Van Avermaet  | BMC Racing Team     | + 2"     |
| 3                   | Alejandro Valverde | Movistar            | + 18"    |
| 4                   | Sep Vanmarcke      | LottoNL-Jumbo       | + 46"    |
| 5                   | Diego Rosa         | Astana              | + 56"    |
| 6                   | Oscar Gatto        | Androni Giocattoli  | + 59"    |
| 7                   | Rigoberto Urán     | Etixx-Quick Step    | z.t.     |
| 8                   | Fabio Felline      | Trek Factory Racing | + 1'02"  |
| 9                   | Przemysław Niemiec | Lampre-Merida       | + 1'03"  |
| 10                  | Giampaolo Caruso   | Katjoesja           | z.t.     |
| 11                  | Roman Kreuziger    | Tinkoff-Saxo        | z.t.     |
| 12                  | Ángel Vicioso      | Katjoesja           | + 1'07"  |
| 13                  | Salvatore Puccio   | Team Sky            | z.t.     |
| 14                  | Julien Vermote     | Etixx-Quick Step    | + 1'10"  |
| 15                  | Samuel Sánchez     | BMC Racing Team     | z.t.     |
| 16                  | Damiano Cunego     | Nippo-Vini Fantini  | + 1'19"  |
| 17                  | Luke Durbridge     | Orica-GreenEdge     | + 1'22"  |
| 18                  | Daniel Oss         | BMC Racing Team     | + 1'26"  |
| 19                  | Fabian Cancellara  | Trek Factory Racing | z.t.     |
| 20                  | Pieter Serry       | Etixx-Quick Step    | z.t.     |
|                     |                    |                     |          |
| 55                  | Niki Terpstra      | Etixx-Quick Step    | + 11'22" |

## Vrouwen
Vanaf 2015 kent de wedstrijd ook een editie voor vrouwen, in de UCI 1.1-categorie. De Amerikaanse Megan Guarnier van de Nederlandse ploeg Boels Dolmans won als eerste deze vrouwenwedstrijd, met 37 seconden voorsprong op haar Britse ploeggenote Elizabeth Armitstead.

### Deelnemende ploegen
| UCI Women's Teams      | UCI Women's Teams              |
| ---------------------- | ------------------------------ |
| Alé Cipollini          | Orica-AIS                      |
| Aromitalia Vaiano      | Rabobank-Liv Woman             |
| Astana-Acca Due O      | S.C. Michela Fanini Rox        |
| BePink-La Classica     | Servetto Footon                |
| Bigla Pro Cycling Team | Inpa Sottoli Bianchi Giusfredi |
| Boels Dolmans          | Top Girls Fassa Bortolo        |
| BTC City Ljubljana     | Velocio-SRAM                   |
| Lotto Soudal Ladies    | Wiggle Honda                   |

### Uitslag
| Plaats  | Naam                 | Ploeg                          | Tijd     |
| ------- | -------------------- | ------------------------------ | -------- |
| Winnaar | Megan Guarnier       | Boels Dolmans                  | 2u59'17" |
| 2       | Elizabeth Armitstead | Boels Dolmans                  | + 37"    |
| 3       | Elisa Longo Borghini | Wiggle Honda                   | z.t.     |
| 4       | Ashleigh Moolman     | Bigla Pro Cycling Team         | + 39"    |
| 5       | Anna van der Breggen | Rabobank-Liv Woman             | + 46"    |
| 6       | Katarzyna Niewiadoma | Rabobank-Liv Woman             | + 52"    |
| 7       | Alena Amialiusik     | Velocio-SRAM                   | + 54"    |
| 8       | Hanna Solovey        | Astana-Acca Due O              | + 1'04"  |
| 9       | Annemiek van Vleuten | Bigla Pro Cycling Team         | + 1'10"  |
| 10      | Elena Cecchini       | Lotto Soudal Ladies            | + 4'01"  |
| 11      | Christine Majerus    | Boels Dolmans                  | z.t.     |
| 12      | Emma Johansson       | Orica-AIS                      | + 4'03"  |
| 13      | Rossella Ratto       | Inpa Sottoli Bianchi Giusfredi | z.t.     |
| 14      | Audrey Cordon        | Wiggle Honda                   | + 4'07"  |
| 15      | Shelley Olds         | Bigla Pro Cycling Team         | z.t.     |
| 16      | Carlee Taylor        | Lotto Soudal Ladies            | + 4'08"  |
| 17      | Shara Gillow         | Rabobank-Liv Woman             | z.t.     |
| 18      | Lucinda Brand        | Rabobank-Liv Woman             | + 4'15"  |
| 19      | Loren Rowney         | Velocio-SRAM                   | z.t.     |
| 20      | Romy Kasper          | Boels Dolmans                  | + 4'19"  |
|         |                      |                                |          |
| 25      | Jessie Daams         | Lotto Soudal Ladies            | + 7'12"  |

2007 · 2008 · 2009 · 2010 · 2011 · 2012 · 2013 · 2014 · 2015 · 2016 · 2017 · 2018 · 2019 · 2020 · 2021 · 2022 · 2023 · 2024 · 2025
Etappewedstrijden

 Ster van Bessèges · 
 Ronde van de Algarve · 
 Ruta del Sol · 
 Ronde van de Haut-Var · 
 Driedaagse van West-Vlaanderen · 
 Internationale Wielerweek · 
 Internationaal Wegcriterium · 
 Driedaagse van De Panne-Koksijde · 
 Ronde van de Sarthe · 
 Ronde van Castilië en León · 
 Ronde van Trentino · 
 Ronde van Kroatië · 
 Ronde van Turkije · 
 Ronde van Yorkshire · 
 Ronde van Asturië · 
 Vierdaagse van Duinkerke · 
 Ronde van Azerbeidzjan · 
 Ronde van Madrid · 
 Ronde van Beieren · 
 Ronde van Picardië · 
 Ronde van Noorwegen · 
 World Ports Classic · 
 Tour des Fjords · 
 Ronde van Estland · 
 Ronde van België · 
 Ronde van Luxemburg · 
 Boucles de la Mayenne · 
 Ster ZLM Toer · 
 Ronde van Slovenië · 
 Route du Sud · 
 Sibiu Cycling Tour · 
 Ronde van Oostenrijk · 
 Ronde van Wallonië · 
 Ronde van Portugal · 
 Ronde van Burgos · 
 Ronde van Denemarken · 
 Ronde van de Ain · 
 Ronde van Tsjechië · 
 Arctic Race of Norway · 
 Ronde van de Limousin · 
 Ronde van Poitou-Charentes · 
 Ronde van Groot-Brittannië · 
 Ronde van Gévaudan Languedoc-Roussillon · 
 Eurométropole Tour
Eendaagse wedstrijden

 Trofeo Santanyí-Ses Salines-Campos · 
 Trofeo Andratx-Mirador d'Es Colomer · 
 Trofeo Serra de Tramuntana · 
 Trofeo Playa de Palma-Palma · 
 GP La Marseillaise · 
 Grote Prijs van de Etruskische Kust · 
 Ronde van Murcia · 
 Clásica de Almería · 
 Trofeo Laigueglia · 
 Omloop Het Nieuwsblad · 
 Classic Sud Ardèche · 
 GP Lugano · 
 La Drôme Classic · 
 Kuurne-Brussel-Kuurne · 
 Le Samyn · 
 Strade Bianche · 
 Ronde van Drenthe · 
 Dwars door Drenthe · 
 Nokere Koerse · 
 GP Nobili Rubinetterie · 
 Handzame Classic · 
 Ronde van Zeeland Seaports · 
 Classic Loire-Atlantique · 
 Grote Prijs van Cholet-Pays de Loire · 
 Dwars door Vlaanderen · 
 Classica Corsica · 
 Route Adélie de Vitré · 
 Grote Prijs Miguel Indurain · 
 Volta Limburg Classic · 
 Ronde van La Rioja · 
 Parijs-Camembert · 
 Scheldeprijs · 
 Klasika Primavera · 
 Brabantse Pijl · 
 GP Denain · 
 Ronde van de Finistère · 
 Tro Bro Léon · 
 La Roue Tourangelle · 
 Ronde van de Apennijnen · 
 Grote Prijs van de Somme · 
 Grote Prijs van Plumelec · 
 ProRace Berlin · 
 Boucles de l'Aulne · 
 GP Kanton Aargau · 
 Ronde van Keulen · 
 Ronde van Limburg · 
 Velothon Wales · 
 Halle-Ingooigem · 
 Trofeo Matteotti · 
 GP Cerami · 
 GP Industria & Artigianato-Larciano · 
 Prueba Villafranca de Ordizia · 
 Ronde van Toscane · 
 Circuito de Getxo · 
 Polynormande · 
 RideLondon Classic · 
 GP Stad Zottegem · 
 Arnhem-Veenendaal Classic · 
 GP Jef Scherens · 
 Druivenkoers Overijse · 
 Schaal Sels · 
 Brussels Cycling Classic · 
 GP Fourmies · 
 Velothon Stockholm · 
 Ronde van de Doubs · 
 Coppa Bernocchi · 
 Coppa Agostoni · 
 GP van Wallonië · 
 Kampioenschap van Vlaanderen · 
 Memorial Marco Pantani · 
 Grote Prijs Impanis-Van Petegem · 
 GP van Isbergues · 
 GP Industria & Commercio di Prato · 
 Omloop van het Houtland · 
 Duo Normand · 
 Ronde van de Drie Valleien · 
 Milaan-Turijn · 
 Ronde van Piemonte · 
 Ronde van het Münsterland · 
 Ronde van de Vendée · 
 Memorial Frank Vandenbroucke · 
 Coppa Sabatini · 
 Parijs-Bourges · 
 Ronde van Emilia · 
 GP Beghelli · 
 Parijs-Tours · 
 Nationale Sluitingsprijs · 
 Chrono des Nations